# Пестриково (Псковская область)
Пестриково — деревня в Великолукском районе Псковской области России. Входит в состав сельского поселения «Пореченская волость».
Расположена на юге волости, южнее озера Урицкое, в 54 км к югу от райцентра Великие Луки и в 18 км к югу от волостного центра Поречье.

## Население
Численность населения деревни по состоянию на 2000 год составляла 1 житель, на 2010 год — 3 жителя.

## История
До 2005 года деревня входила в состав ныне упразднённой Урицкой волости.